# Trommald
Trommald é uma cidade localizada no estado americano de Minnesota, no Condado de Crow Wing.

## Demografia
Segundo o censo americano de 2000, a sua população era de 125 habitantes.
Em 2006, foi estimada uma população de 129, um aumento de 4 (3.2%).

## Geografia
De acordo com o United States Census Bureau tem uma área de
10,2 km², dos quais 9,6 km² cobertos por terra e 0,6 km² cobertos por água. Trommald localiza-se a aproximadamente 381 m acima do nível do mar.

## Localidades na vizinhança
O diagrama seguinte representa as localidades num raio de 12 km ao redor de Trommald.